# Malvito
Malvito község (comune) Olaszország Calabria régiójában, Cosenza megyében.

## Fekvése
A megye nyugati részén fekszik. Határai:Cetraro, Fagnano Castello, Mottafollone, Roggiano Gravina, San Sosti, Sant’Agata di Esaro és Santa Caterina Albanese.

## Története
A régészeti leletek tanúsága szerint valószínűleg az ausonok alapították. A rómaiak idején Malvetum néven volt ismert. A 10-12. században püspöki székhely volt. A 19. század elején, amikor a Nápolyi Királyságban felszámolták a feudalizmust San Marco Argentano része lett, majd hamarosan elnyerte önállóságát. Az 1920-as és 1930-as években rövid ideig 
Fagnano Castello volt.

## Népessége
A népesség számának alakulása:

## Főbb látnivalói
- Castello Longobardo-Normanno (longobárd–normann vár)
- Palazzo La Costa
- San Michele Arcangelo-templom